# Gottfried Leopold von Auersperg

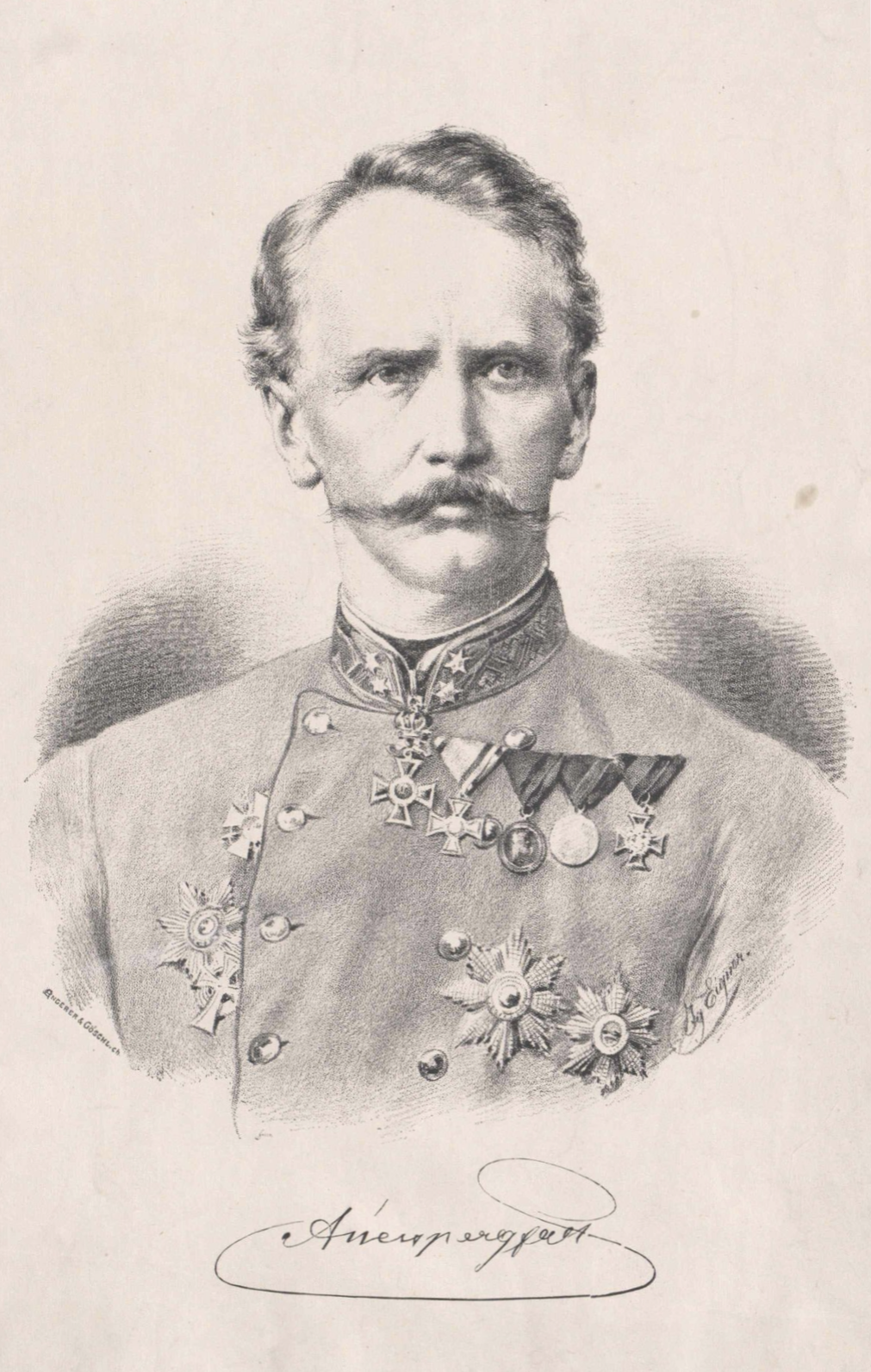
Gottfried von Auersperg (I. Eigner)

Wolfgang Gottfried Leopold Graf von Auersperg (* 19. Dezember 1818 in Judenburg; † 17. April 1893 in Baden bei Wien) war ein österreich-ungarischer Feldzeugmeister der k.k. Landwehr.

## Leben
Wolfgang Gottfried Leopold Graf von Auersperg stammte aus dem Uradelsgeschlecht Auersperg und war Absolvent der Kadettenschule in Graz. Nach deren Abschluss trat er 1833 in die Kaiserlich-Königliche Armee ein und nahm nach der Märzrevolution 1848 mit Auszeichnung am Ersten Italienischen Unabhängigkeitskrieges von 1848 bis 1849, Deutsch-Dänischen Krieg 1864, am Dritten Italienischen Unabhängigkeitskrieg 1866 sowie am Deutschen Krieg 1866 teil.
Am 11. März 1867 wurde Graf von Auersperg zum Generalmajor befördert und war Kommandant der von ihm gegründeten Armee-Schützenschule in Bruck an der Leitha. Am 23. April 1873 wurde er zum Feldmarschallleutnant befördert, ehe er nach der Verleihung des Ehrenrangs und Charakters als Feldzeugmeister am 1. Oktober 1879 pensioniert wurde. Er wurde zudem zum Geheimrat ernannt und fungierte des Weiteren als Erbkämmerer und Erblandmarschall der Krain. 
Wolfgang Gottfried Leopold Graf von Auersperg war mit Marianne geborene Freiin von Neuwall verheiratet. Aus dieser Ehe stammten die Kinder Augusta Franziska, Leopold Wolfgang Albert und Anton Alexander.